# Monte Sumbra
Monte Sumbra este o arie protejată (arie specială de conservare — SAC, sit de importanță comunitară — SCI) din Italia întinsă pe o suprafață de 1.865 ha, integral pe uscat.

## Localizare
Centrul sitului Monte Sumbra este situat la coordonatele 44°04′46″N 10°17′23″E / 44.079444°N 10.289722°E.

## Înființare
Situl Monte Sumbra a fost declarat sit de importanță comunitară în iunie 1995 pentru a proteja 2 specii de plante și 12 specii de animale. Situl a fost protejat și ca arie specială de conservare în mai 2016.

## Biodiversitate
Situată în ecoregiunea mediteraneană, aria protejată conține 19 habitate naturale: Păduri de Castanea sativa, Lespezi calcaroase, Pajiști uscate seminaturale și facies de acoperire cu tufișuri pe substraturi calcaroase (Festuco-Brometalia) (* situri importante pentru orhidee), Grohotișuri calcaroase și de șisturi calcaroase de la nivelul montan până la nivelul alpin (Thlaspietea rotundifolii), Păduri de fag din Europa Centrală dezvoltate pe sol calcaros cu Cephalanthero-Fagion, Pante stâncoase silicioase cu vegetație casmofită, Pante stâncoase calcaroase cu vegetație casmofită, Pajiști carstice calcaroase sau bazofile, de Alysso-Sedion albi, Pajiști alpine și subalpine calcaroase, Păduri aluvionare cu Alnus glutinosa și Fraxinus excelsior (Alno-Padion, Alnion incanae, Salicion albae), Păduri de fag Luzulo-Fagetum, Formațiuni de Juniperus communis pe lande sau pajiști calcaroase, Pajiști uscate europene, Peșteri inaccesibile publicului, Păduri de fag Asperulo-Fagetum, Grohotișuri termofile și vest-mediteraneene, Formațiuni ierboase bogate în specii de Nardus, dezvoltate pe substraturi silicioase în zone montane (și în zone submontane, în Europa continentală), Pajiști alpine și boreale, Matorral arborescenți cu Juniperus spp..
La baza desemnării sitului se află mai multe specii protejate:
- plante (2): Aquilegia bertolonii, Athamanta cortiana
- păsări (9): fâsă-de-câmp (Anthus campestris), acvilă de munte (Aquila chrysaetos), șoim călător (Falco peregrinus), vânturel roșu (Falco tinnunculus), mierlă de piatră (Monticola saxatilis), pietrar sur (Oenanthe oenanthe), stăncuță alpină (Pyrrhocorax graculus), Pyrrhocorax pyrrhocorax, fluturașul de stâncă (Tichodroma muraria)
- amfibieni (1): Salamandrina terdigitata
- mamifere (1): lupul (Canis lupus)
- nevertebrate (1): Euplagia quadripunctaria

Pe lângă speciile protejate, pe teritoriul sitului au mai fost identificate 44 de specii de plante, 4 specii de amfibieni, 1 specie de mamifere, 23 de specii de nevertebrate, 2 specii de reptile.